# Mimosa glutinosa
Mimosa glutinosa är en ärtväxtart som beskrevs av Gustaf Oskar Andersson Malme. Mimosa glutinosa ingår i släktet mimosor, och familjen ärtväxter. Inga underarter finns listade i Catalogue of Life.